# Bamse (film)
Artikeln handlar om filmen från 1968. För den animerade filmen från 2014, se Bamse och tjuvstaden.
Bamse är en svensk film från 1968 regisserad av Arne Mattsson.
Titeln syftar på en nallebjörn som hittas i den bil i vilken affärsmannen Christer Berg omkommit i en trafikolycka. Bergs son, Christer Berg junior (Björn Thambert) spårar upp nallens ägare, hans fars älskarinna Barbro (Grynet Molvig) och de båda inleder en relation.

## Om filmen
Filmen var Mattssons femtionde film och den första film på 17 år i vilken Ulla Jacobsson och Folke Sundquist båda medverkade, efter Hon dansade en sommar. Kritikerna var övervägande kritiska mot filmen men positiva till Grynet Molvigs insats.

## Rollista
- Grynet Molvig - Barbro Persson
- Björn Thambert - Christer Berg junior
- Ulla Jacobsson - Vera Berg
- Folke Sundquist - Direktör Christer Berg
- Gio Petré - Apoteksbiträdet, Barbros väninna
- Pia Rydwall - Greta
- Henning Sjöström - Advokaten
- Poul Hagen - portiern, och kusken, på hotellet i Danmark